# Brachineura stylosa
Brachineura stylosa är en tvåvingeart som beskrevs av Boris Mamaev 1998. Brachineura stylosa ingår i släktet Brachineura och familjen gallmyggor.
Artens utbredningsområde är Sverige. Inga underarter finns listade i Catalogue of Life.